# Карл фон Фишер
Карл фон Фишер (на немски: Karl [Carl] von Fischer) е германски архитект, работил през 19 век по време на неокласицизма.

## Биография
Роден е на 19 септември 1782 година в Манхайм, Германия. Започва да учи архитектура през 1796 г., след това три години учи във Виена. През март 1803 г. едва на 21 години започва строежа на Принц-Карл-Палат („Палат Салаберт“) по поръчка на баварския държавен министър абат Пиер дьо Салаберт (1734 – 1807). На 25 години на 13 юни 1808 г. става първият професор по архитектура на Академията на изкуствата в Мюнхен.
Той представя на тронпринц Лудвиг планове за строеж на Валхала и на Глиптотеката в Мюнхен.
През 1810 г. получава от баварския крал Максимилиан I Йозеф задачата да планува новия кралски дворцов и национален театър. Строежът започва на 26 октомври 1811 г.
Фишер строи 36 частни и държавни сгради, почти всички изгарят през втората световна война.
Умира на 37-годишна възраст на 11 февруари 1820 година от белодробен рак, предизвикан от туберкулоза. Погребан е в Старото южно гробище в Мюнхен.

## Галерия
- Принц-Карл-Палат в Мюнхен
- Национален театър Мюнхен